# Sligo
Sligo (en irlandés, Sligeach) es la capital del condado de Sligo en la República de Irlanda. Es el segundo mayor centro urbano de la provincia de Connacht, después de Galway. Con una población de aproximadamente 20 000 en 2014, es el mayor centro urbano en el noroeste de la República. El Distrito Municipal de Sligo constituye el 61 % (38 581) de la población del condado (63 000).
A pesar de su tamaño relativamente pequeño, Sligo es un centro histórico, cultural, comercial, industrial, comercial y de servicios de gran importancia regional. Atendido por conexiones de tren, puertos y carreteras establecidas, Sligo ejerce una influencia significativa en su zona de influencia. Sligo es también un destino turístico muy popular, por estar situada en una zona de gran belleza natural, con muchas asociaciones literarias y culturales.
El poeta W.B.Yeats estuvo muy vinculado a Sligo. Gran parte de sus escritos describen los alrededores de Sligo. Yeats pasó parte de su juventud en Sligo y tras su muerte en 1939 fue enterrado en el cementerio de Drumcliffe, Condado de Sligo.
Junto con Dublín, el condado de Sligo es uno de los dos escenarios principales de la novela de Sally Rooney, Normal People, cuya adaptación realizada por BBC Three y Hulu se filmó parcialmente en Sligo.

## Ciudades hermanadas
Sligo ha firmado protocolos de hermandad con ciudades del mundo, entre las que se cuenta:
- Crozon, Bretaña - Francia.
- Kempten im Allgäu, Baviera - Alemania.
- Tallahassee, Florida - EUA.
- Illapel, Coquimbo - Chile. (2006)

## Galería

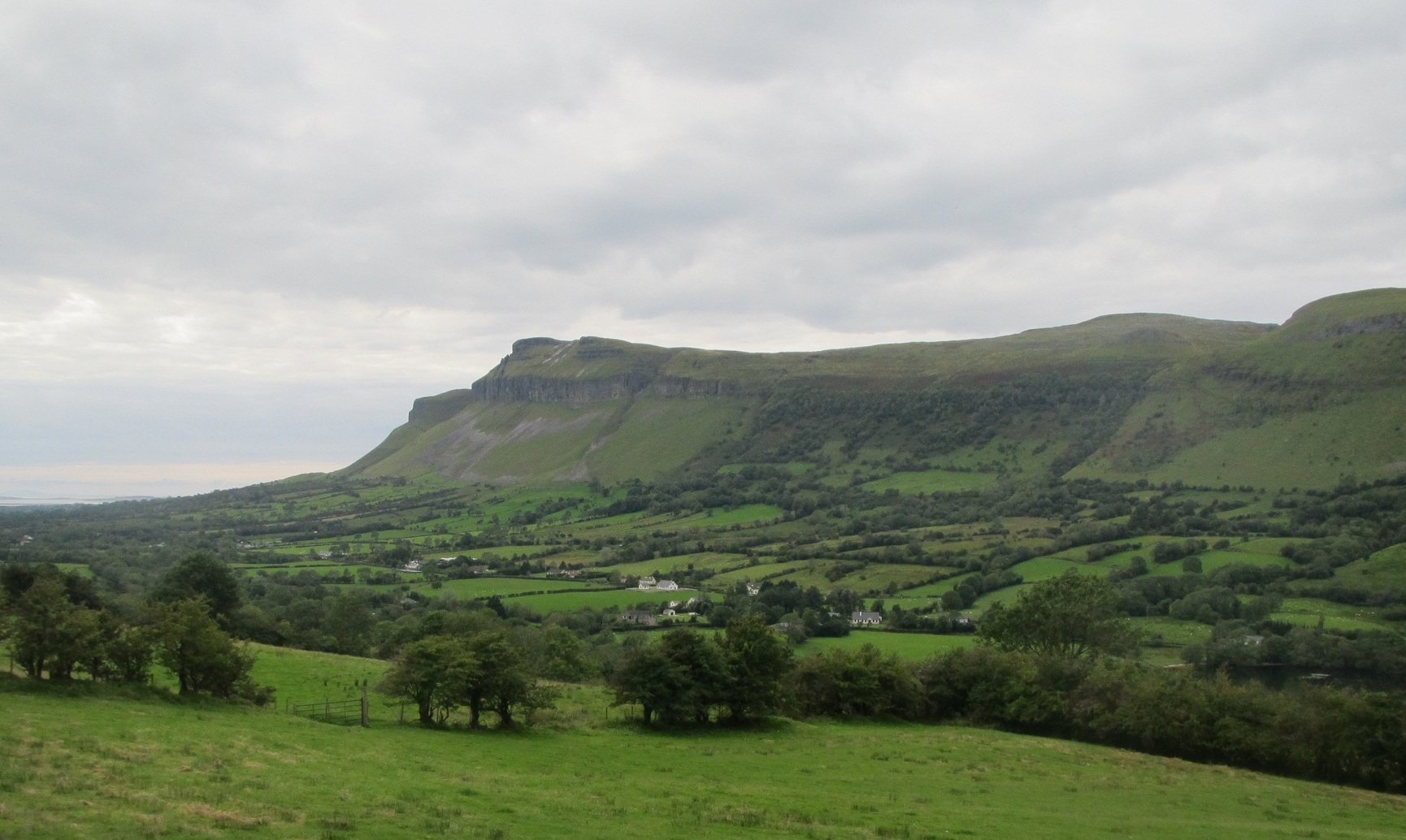
Monte Benbulben
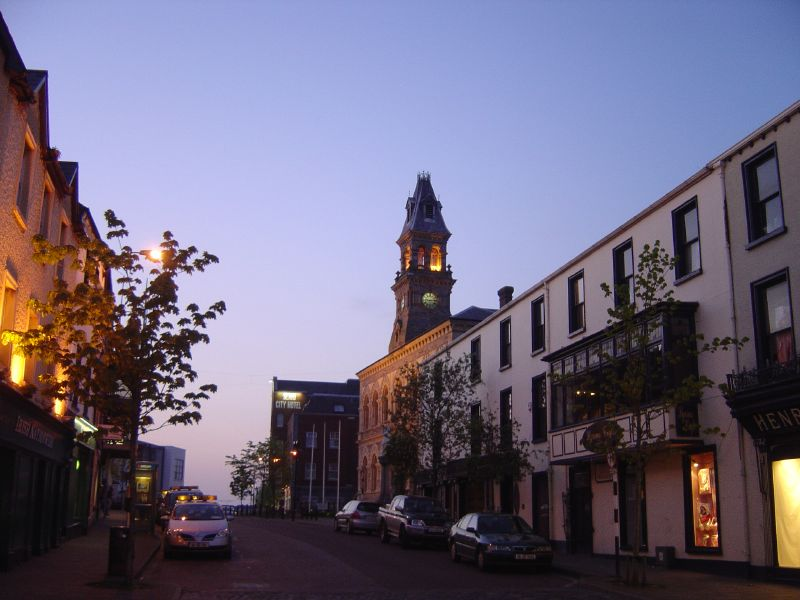
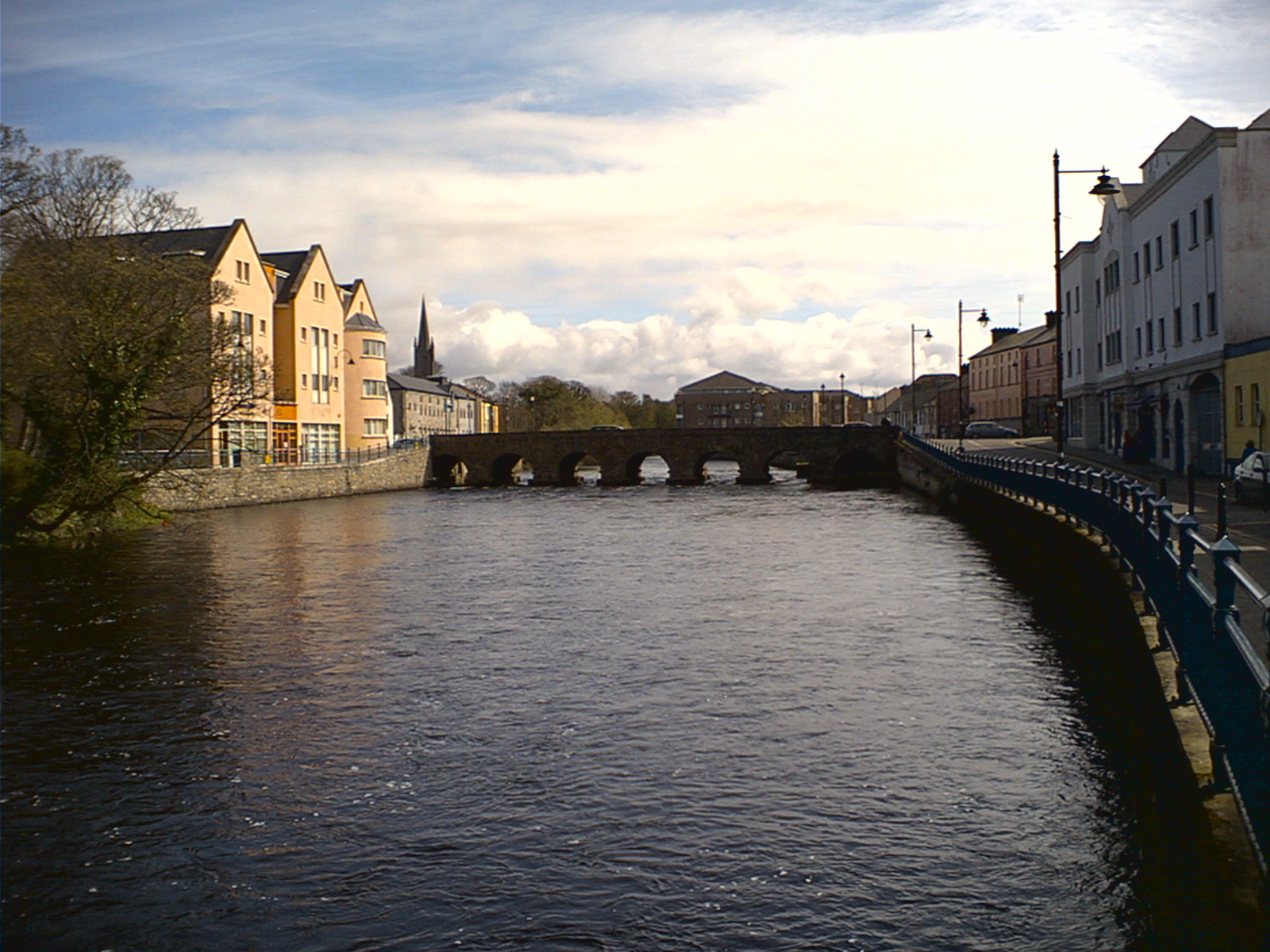